# 신우파당 (루마니아)
신우파당(루마니아어: Noua Dreaptă 노우아 드레압터[*])는 루마니아, 몰도바의 국수주의, 극우 조직이다. 코르넬리우 젤레아 코드레아누의 직접적 영향을 받는 미학과 이념을 가지고 있는 극우 국민주의 정치 단체 철위대의 후계자라 주장한다. 처음 조직됐을 때는 정당이 아닌 정치 조직이었으며, 2015년 정당으로 등록되었다. 또, 신우파당의 로고가 신권력당의 로고와 흡사하다.
신우파당의 궁극적인 목표는 이는 제2차 세계 대전 이전 루마니아를 지리적인 영역에서 나타낸 대루마니아를 복원해야 한다고 주장하며 부적절한 형태의 정부로 인식되는 대의민주주의 원칙 반대, 군주제 부활이다. 이 뿐만이 아니라, 외세에 대항하는 포스터를 만들어 지지층을 끌어들이려는 중이다.

## 소속 단체
신우파당은 유럽 국민전선이라는 유럽 국수주의 정당 연합체에 소속되어 있었으나, 2018년에는 유럽 극우 정당 평화와 자유를 위한 동맹에 가입하였다.

## 같이 보기
- 철위대